# Jon Nuotclà
Jon Nuotclà (geboren am 15. Januar 1934 in Felsberg GR (rätoromanisch Favugn); gestorben am 5. August 2017) war ein Schweizer Schriftsteller, der auf Vallader und Deutsch publizierte.

## Leben
Nuotclà wuchs in Ftan auf. Er absolvierte das Primarlehrerseminar und erwarb später auch das Höhere Lehramt. Darauf unterrichtete er einige Jahre und dissertierte in Biologie an der Universität Zürich. Ab 1970 war er Biologielehrer an der Bündner Kantonsschule in Chur.
Er begann erst relativ spät, ab 1981, Belletristik zu publizieren.

## Werke (Auswahl)
- Il sunteri da nanins/L’öv dal ravarenda. Zwei Novellen. Chasa paterna, Lavin 1984.
- Il gö cul dòdò. Erzählungen. Ediziun da l’Uniun dals Grischs, Celerina 1987.
- Il tunnel. Roman. Ediziun da l’Uniun dals Grischs, Celerina 1991.
- Gös da pussanza/Il scrign da Sepp Müss/Teater a Chatratsch. Drei Theaterstücke. Chasa paterna, Lavin 1991.
- Chalavaina-Chalavaira. Gö liber per la festa commemorativa „500 ons Chalavaina“. 1999.
- Ün pitschen impach. Theaterstück in vier Akten. (In Vallader). Lia rumantscha, Chur 2001.
- Istorgias/Geschichten. Ediziun Il Chardun, Tschlin 2001.